# The New Yorker

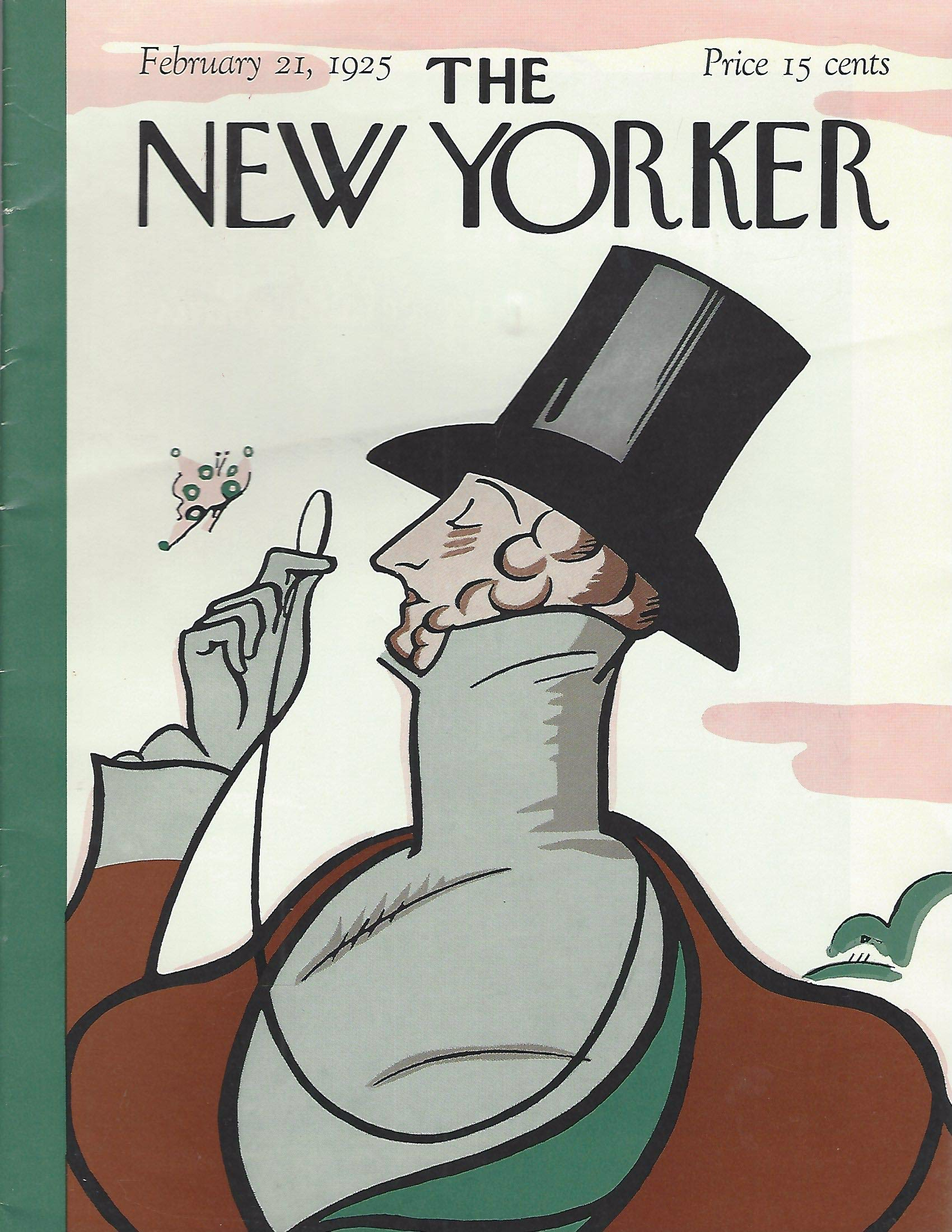
Copertina del primo numero (21 febbraio 1925)

The New Yorker è un periodico statunitense nato nel 1925 che pubblica reportage, commenti sociali e politici, critica, saggi, narrativa, satira, vignette e poesia, edito dalla Condé Nast Publications.

## Caratteristiche
Nato come settimanale alla metà degli anni venti, nonostante le recensioni e le notizie si concentrino spesso sulla vita culturale della città di New York, The New Yorker ha un ampio pubblico al di fuori della metropoli americana. È noto per i suoi commentari sulla cultura popolare e su eventi, figure e bizzarrie tipiche degli Stati Uniti; la sua attenzione alla narrativa contemporanea si manifesta nell'inclusione di racconti e recensioni librarie; è riconosciuta la sua politica di rigorosa verifica delle notizie e la cura editoriale; sono apprezzati gli articoli giornalistici su temi sociali e di politica estera; è anche famosa per le sue vignette satiriche.
Il New Yorker esce a cadenza settimanale ma viene pubblicato 47 volte all'anno, dal momento che cinque numeri coprono un periodo di due settimane. 
Nel corso degli anni ha pubblicato i più importanti scrittori e saggisti contemporanei, fra cui Vladimir Nabokov, Philip Roth, J.D. Salinger, Ann Beattie, John Cheever, Roald Dahl, Alice Munro, Haruki Murakami, John O'Hara, Irwin Shaw, George Steiner, John Updike, Eudora Welty, E. B. White e Richard Yates.
The New Yorker è stato ed è anche importante per le illustrazioni: molti prestigiosi disegnatori americani hanno lavorato per la rivista, tra cui Peter Arno, Charles Barsotti, George Booth, Roz Chast, Sam Cobean, Helen E. Hokinson, Ed Koren, Mary Petty, George Price, Charles Saxon, David Snell, Otto Soglow, Art Spiegelman, Saul Steinberg, William Steig, Richard Taylor, Barney Tobey, James Thurber, Richard Decker e Gahan Wilson. Ma, ad esempio, anche l'italiano Fortunato Depero realizzò copertine per il New Yorker alla fine degli anni venti. Più recentemente l'illustratore italiano Lorenzo Mattotti ha realizzato diverse copertine per la rivista, raccolte nel volume Covers for The New Yorker (#logosedizioni, 2018, con un saggio dell’art director Françoise Mouly) e nell’omonima esposizione tenutasi nel 2018 presso l’Istituto Italiano di Cultura di New York.
Dal 1956 Charles Addams pubblica le sue vignette sul periodico. Nel 1964 tali vignette verranno trasposte in telefilm, dando così inizio alla celebre serie televisiva La famiglia Addams.

## Storia editoriale

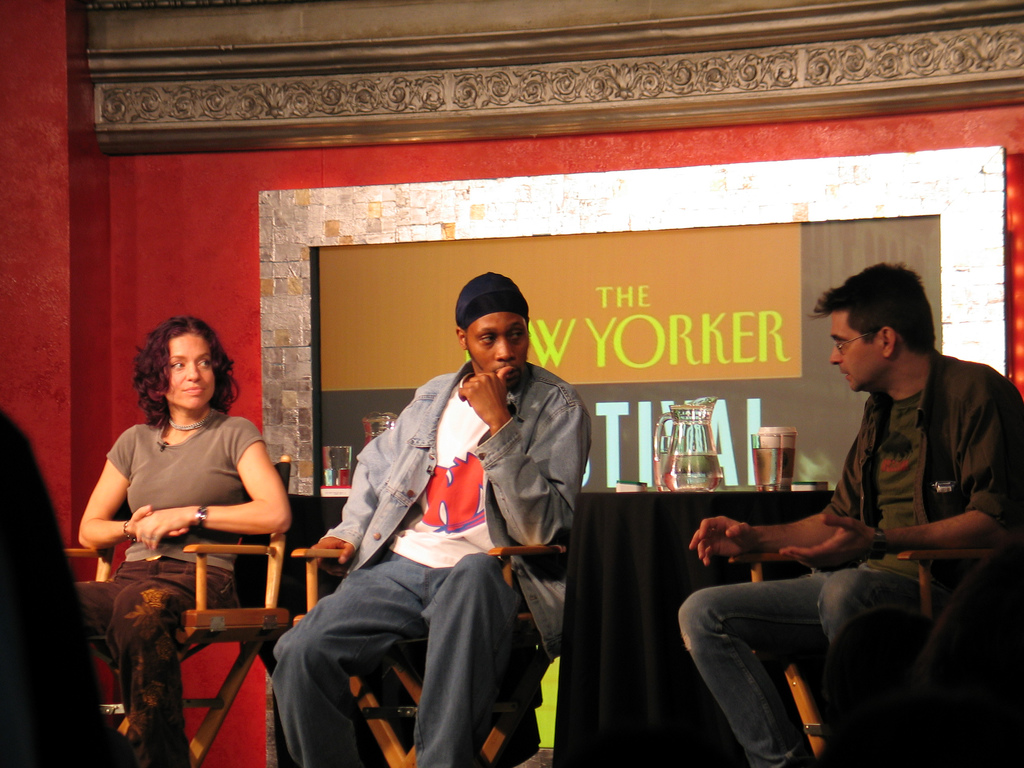
I musicisti Ani DiFranco, RZA e Steve Albini durante un incontro organizzato dal The New Yorker.

Il primo numero del New Yorker uscì il 21 febbraio del 1925. I fondatori furono Harold Ross, ex direttore della testata delle Forze Armate Stars and Stripes ("Stelle e strisce") e collaboratore del famoso periodico umoristico Judge, e la moglie Jane Grant, giornalista del New York Times. I due diedero vita ad una società con l'imprenditore Raoul H. Fleischman, la F-R Publishing Company, con sede sulla 45ª strada di Manhattan.
Punto di orgoglio e di forza del New Yorker fu, sin dagli inizi, il suo taglio cosmopolita e sofisticato, così come precisato fin dalla prima uscita: «It has announced that is not edit for the old lady in Dubuque». Questa connotazione umoristica resterà sempre il tratto predominante del giornale e tuttavia si andò affermando velocemente la sua reputazione di giornale culturale, luogo privilegiato di incontro fra scrittori affermati come Nabokov, Roth e Salinger, che vi pubblicarono alcuni dei loro racconti, e giornalisti importanti, fra cui si ricorda in particolare la storica edizione interamente dedicata al saggio Hiroshima di John Hersey che occupò un intero numero all'indomani della fine della seconda guerra mondiale.
La rivista esce quarantasette volte l'anno, con cinque dei suoi numeri a coprire un arco di due settimane.